# Фигурно пързаляне
Фигурното пързаляне е зимен олимпийски спорт, в който спортистите се пързалят на кънки по лед с изпълнение на скокове, пируети и поредица от стъпки под музикален съпровод. В официалните състезания се раздават четири комплекта медали: единично жени, единично мъже, спортни двойки и танцови двойки.
Състезанието се състои от две съчетания, в които има включени задължителни елементи. Оценяват се от съдийска колегия с две оценки – едната е за технически елементи, а другата се сумира от оценките на съдиите за следните пет компонента: умение за пързаляне, преход между елементите, качество на представянето, композиция на програмата и интерпретация на музиката.
Фигурното пързаляне е включено в програмата на зимните олимпийски игри. До игрите в Кортина д'Ампецо през 1956 г. състезанията се провеждат на открито.
Често фигуристите вземат участие в различни шоу програми на лед.

## Видове скокове
- Аксел – скок, наречен на името на норвежкия фигурист Аксел Паулсен, който го изпълнява за първи път през 1882 г.
- Лутц – скок, наречен на името на австрийския фигурист Алоис Лутц, който го изпълнява за първи път през 1913 г.
- Ритбергер – скок, наречен на името на немския фигурист Вернер Ритбергер, който го изпълнява за първи път през 1910 г.
- Салхов – скок, наречен на името на шведския фигурист Улрих Салхов, който го изпълнява за първи път през 1909 г.
- Толуп (toe loop) – скок, който се изпълнява за първи път от американския фигурист Брус Мейпс през 1920 г.
- Флип – скок, за който и до днес все още не е ясно, кой е първият му изпълнил – Джаксън Хайнес или Брус Мейпс
- Валей – скок с един оборот, който рядко се изпълнява самостоятелно, но служи и за връзка между други скокове, изпълнявани в серия

## Известни български фигуристи
- Виктория Димитрова
- Цветелина Абрашева
- Милена Маринович
- Соня Радева
- Иван Динев
- Румяна Спасова и Станимир Тодоров
- Христина Василева
- Христо Турлаков
- Найден Боричев
- София Пенкова
- Надежда Влахова
- Анна Димова
- Мария Филипов
- Албена Денкова
- Максим Стависки
- Мина Здравкова
- Александра Фейгин
- Милена Велчева
- Александър Златков
- Беатрис Борисова

## Известни български треньори
- Ева Панова
- Даниела Величкова
- Найден Боричев
- Людмила Младенова
- Соня Радева